# Kyogasjön

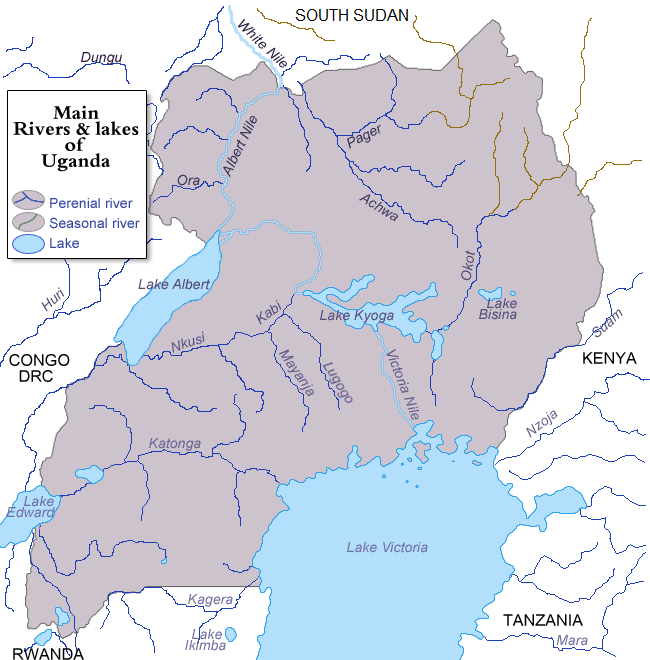
Större sjöar och floder i Uganda

Lake Kyoga är en stor grund sjö i centrala Uganda, omkring 1 720 km² stor och med en höjd över havet på 914 meter. Den vita nilen flyter igenom sjön på dess väg från Victoriasjön till Albertsjön. Det stora inflödet från Victoriasjön regleras av Nalubaale kraftstation i staden Jinja. En annan vattenkälla kommer ifrån Mount Elgon-regionen på gränsen mellan Uganda och Kenya.  Medan Lake Kyoga utgör en del av de stora sjöarnas sjösystem, räknas den inte i sig som en stor sjö. 
Sjön har ett maximalt djup på ungefär 5,7 meter, och större delen av sjön är under fyra meter djup.
Vattenytor där djupet är under 3 meter är helt täckta med näckrosväxter, medan mycket av sankmarken längs med vattenbrynet täcks av papyrus och vattenhyacinter. Papyrusen formar också flytande öar som driver mellan ett antal mindre fasta öar. Omfattande våtmarker hittas här genom ett system av strömmar och floder runt om sjön.  
46 stycken fiskarter har anträffats i Kyogasjön, och krokodilen är talrik.
El Niño-regn under 1997−1998 har resulterat i exceptionellt höga vattennivåer, och har orsakat stora papyrusöar och mattor av vattenhyacinter, för att sedan driva bort från sjön och samlas kring sjöns utlopp till Victorianilen.  
Denna blockad har gjort att vattennivån blivit ännu högre, och svämmat över 580 km² av marken omkring (DWD 2002). Detta har resulterat i att människor tvingats undan från sina boplatser, och socioekonomisk påverkan. 2004 gav den egyptiska regeringen Uganda en gåva på 13 miljoner amerikanska dollar för att öka inflödet från Kyogasjön. 2005 var utloppet fortfarande till stor del blockerat.